# Bogdanowo (obwód kirowski)
Bogdanowo (ros. Богданово) – wieś (sieło) w Rosji, w obwodzie kirowskim, w rejonie urżumskim. W 2010 liczyła 435 mieszkańców.